# 앙투안 라부아지에
앙투안로랑 드 라부아지에(프랑스어: Antoine-Laurent de Lavoisier, 프랑스어 발음: [ɑ̃twan lɔʁɑ̃ də lavwazje], 문화어: 앙뜨왕 라부아지에, 1743년 8월 26일~1794년 5월 8일)는 프랑스의 화학자이자 공직자로, 18세기 화학 혁명을 주도하면서 화학사와 생물학사에 족적을 남겼다.
연소에 관한 새로운 이론을 주장하여 플로지스톤설을 폐기하면서 화학을 크게 발전시켰고, 산화 과정에서 산소의 작용, 산화나 호흡 간의 정량적인 유사점 등을 발견하기도 하였다. 또한 화학 반응에서 질량 보존의 법칙을 확립하였으며 원소와 화합물을 구분하여 근대 화합물 명명법의 기초를 마련하였다. 화학에 정량적인 방법을 처음으로 도입한 학자 중 두 명이기도 하다.
그러나 세금 징수원으로 활동하면서 심각한 가렴주구와 폭정으로 프랑스 백성들을 수탈했다는 혐의를 받아, 프랑스 혁명의 여파로 체포되어 사형 선고를 받고 단두대에 오르며 생을 마감했다.

## 초년 (1743~1789)

### 유년 및 청년기
라부아지에는 1743년 파리 고등법원의 법률 고문으로 일하던 장앙투안 라부아지에와 그의 아내인 에밀리 라부아지에(혼전 성씨: 푕크티스·Punctis) 사이의 첫째 아들로 파리에서 태어났다. 에밀리 라부아지에는 딸을 한 명 더 낳은 뒤 1749년 3월 24일 사망하였다. 1748년 라부아지에의 가족은 장앙투안의 장모와 함께 살게 되었다. 그의 아버지의 바람으로, 1754년 라부아지에는 콜레주 마자랭(Collége Mazarin)에 입학하였고, 그곳에서 수준 높은 교육을 받을 수 있었다. 1760년 여동생이 사망한 후, 가족의 애정과 기대가 온통 그에게 집중되었다. 라부아지에 역시 그들에 기대에 부응하여 배우는 데에 상당한 열정을 가졌다. 라부아지에는 콜레주 마자랭에서 수학과 천문학을 니콜라 루이 드 라카유에게 배웠는데, 라카유는 라부아지에가 자연 과학에 관심을 가지는데 중대한 역할을 하였다.
라부아지에는 1761년 6월 콜레주 마자랭을 졸업하였고, 가문의 전통을 따라 법학을 공부하였으나 그 와중에도 자연 과학에 큰 관심을 두었고, 라카유의 조언을 따라 기상학을 배우기도 하였다. 라부아지에와 라카유와의 관계는 1762년 3월 라카유가 사망할 때까지 이어졌다. 라부아지에는 왕의 정원에서 베르나르 드 쥐시외 등의 수업을 듣기도 하였다. 특히 기욤프랑수아 루엘의 화학 수업은 그에게 큰 영향을 주었다. 루엘은 지질학을 처음으로 가르친 화학자 중 한 사람이었으며, 실험적인 방법을 매우 중시하는 등 앞서 나가는 면도 있었으나, 연금술과 사원소설(四元素說)에 큰 관심을 가지는 등의 구시대적인 면도 지니고 있었다. 라부아지에는 아버지의 친구인 장에티엔 게타르를 만나 1763년 광물학적·지질학적 조사를 위해 발루아 지방으로 떠나기도 하였다. 게타르는 이후로도 계속 라부아지에의 연구를 지도하였다. 라부아지에는 1764년 법학 학사 학위를 취득하였으나, 그는 여전히 자연 과학에 더 큰 관심을 두었다.

### 과학적 활동

#### 초기 연구
1763년 프랑스 과학 아카데미는 대도시에 가로등을 설치하는 방안에 관해서 공모를 하였다. 라부아지에는 여기에 참여하였고 그의 제안은 뛰어남을 인정받아 1766년 8월 9일 아카데미로부터 메달을 받았다. 1765년 2월 27일 라부아지에는 석고를 분석하여 그 논문을 과학 아카데미에 제출하였다. 게타르의 제안으로 작성된 이 논문은 지질학·광물학·화학 등을 모두 다루고 있었다. 1766년 3월 19일 그는 석고에 관한 두 번째 논문을 제출하였다. 이때부터 그는 과학 아카데미의 회원이 될 필요성을 느껴 4월 아카데미의 실험 물리 분야에 회원 가입을 요청하였다. 아카데미는 라부아지에의 신청을 거절하였으며, 라부아지에는 요청이 거절된 바로 다음 날 화학 분야에 회원 가입을 요청하였다. 1767년 6월 14일 라부아지에는 게타르를 따라 보주산맥을 탐사하러 떠났고, 10월 19일에 파리로 다시 돌아왔다. 이 과정에서 라부아지에는 각 지역의 광천수를 분석하여 그것이 토양과 밀접한 관련이 있음을 알게 되었다. 1768년 프랑스 과학 아카데미의 회원 자리에 공석이 생기자 라부아지에는 새로운 회원 후보자가 되었고, 5월 18일의 투표에서 가장 많은 표를 획득함에 따라 6월 1일 과학 아카데미의 회원이 되었다.

#### 물에서 흙으로의 변화
당시에 물을 계속해 증류하면 흙이 된다는 가설이 여러 과학자 사이에서 만연하였다. 과학자들은 식물이 물만으로도 자랄 수 있다고 믿고 있었는데, 이를 설명하기 위해서 그들은 물이 흙으로 변화할 수 있다고 주장하였다. 또한, 로버트 보일을 포함한 많은 과학자가 물을 계속해서 증류하면 고체가 남으며, 이것이 물이 변화하여 생긴 흙이라고 주장하였다. 그러나 라부아지에는 이러한 주장에 의심하였으며, 1770년 4월 10일에 발표한 논문에서 물이 흙으로 변할 수 없다는 결론을 내놓았다. 이 반증으로 인해서 라부아지에의 이름은 상당히 유명해졌다.
라부아지에는 물을 100일 동안 증류하였고 그 결과 고체가 남음을 알게 되었지만, 생성된 고체의 질량을 측정한 후 물을 증류하는 데 사용했던 용기의 질량을 측정하자 생성된 고체의 질량만큼 용기의 질량이 감소하였음을 알게 되었다. 라부아지에는 생성된 고체는 물에서 연유한 물질이 아니라 용기가 일부 녹아서 생성된 물질이라는 결론을 내놓았다. 그는 이 실험에서 물질은 생성되거나 파괴되지 않고 단지 형태가 바뀔 뿐이라는, 질량 보존의 법칙을 철저히 따랐다. 그리고 이는 물이 흙으로 변화하지 않는다는 결론을 이끌어낼 수 있게 하였다.

#### 연소 연구
1772년 11월 1일에 라부아지에는 황과 인을 연소할 경우 공기를 흡수하여 질량이 증가하고, 금속회(금속 산화물)를 가열할 경우 공기를 잃으며 금속이 생성되고 질량이 감소한다는 내용의 논문을 아카데미에 제출하였다. 그는 공기 중 어느 성분이 이러한 현상과 관련된 것인지 알지 못하였다. 그는 이 실험의 결과를 《물리와 화학 소론》(Opuscules Physiques et chimiques)이라는 책으로 1774년에 출판하였다.
1774년 영국의 조지프 프리스틀리가 “탈(脫)플로지스톤 공기”(비(非)플로지스톤 공기)라는 이름으로 산소를 발견하였고, 그해 10월 라부아지에는 파리를 방문한 프리스틀리를 통해서 그 사실을 알게 되었다. 1775년 3월 프리스틀리는 “탈플로지스톤 공기”의 발견을 공식적으로 발표하였다. 한편 스웨덴의 칼 빌헬름 셸레 역시 1772년경 산소를 발견하여 그에 관한 내용을 라부아지에에게 1774년 9월 30일 편지로 보냈으나, 정작 라부아지에는 10월 15일 셸레의 편지를 받고도 답장을 하지 않았다. 일부 과학사 학자, 특히 스웨덴의 과학사 학자들은 라부아지에가 셸레의 편지를 무시한 일이 단순한 무례함보다 더 큰 결과를 가져왔다고 주장하기도 한다. 라부아지에는 프리스틀리가 발견한 기체가 자신이 생각하고 있는, 연소와 관련된 공기 일부와 대응될 수 있다고 생각하였고, 공기의 정체를 밝혀내기 위해서 추가적인 실험을 진행하였다.
금속회를 숯을 사용해서 가열할 경우 이산화 탄소가 생성된다는 사실은 이전의 실험을 통해서 알려졌다. 1775년 3월 라부아지에는 숯가루를 연소한 후 발생하는 기체를 물에 녹이면 탄산수가 생성된다는 사실을 알게 되었다. 그는 추가적인 실험을 통해서 이때 발생하는 기체가 이산화 탄소라는 사실을 확인하였다. 계속된 실험에서 라부아지에는 수은의 금속회를 숯을 사용하지 않고 가열하면 금속 형태의 수은과 대기 중의 공기와 유사한 성질을 가지는 기체가 생성된다는 사실 또한, 알게 되었다. 이를 통해서 라부아지에는 금속회를 숯을 사용해서 가열할 경우 금속회가 포함하고 있던 기체와 숯이 반응하여 이산화 탄소가 발생하고, 따라서 금속이 생성된다는 사실을 알게 되었다. 라부아지에는 이 기체가 일반 공기와 성질이 유사하나 더 오랫동안 촛불을 태울 수 있고 생명을 지탱할 수 있다는 사실을 알게 되었다. 그러나 그 기체에서 산소를 추출하지는 못하였다. 그는 이 결과를 1775년 3월 24일에 발표하였다. 4월 26일 라부아지에는 이 실험의 결과를 토대로 금속회를 가열할 경우의 질량 변화는 공기의 출입으로 인한 것이며, 이 공기는 대기 중의 공기보다 더 순수하다고 설명하였다. 이 실험의 결과와 산소의 발견은 이후 라부아지에가 산소가 연소에 관련이 되어 있다는 사실을 짐작하게 하여 이후 라부아지에가 새로운 연소 이론을 세우는 계기가 된다.

### 세금 징수원

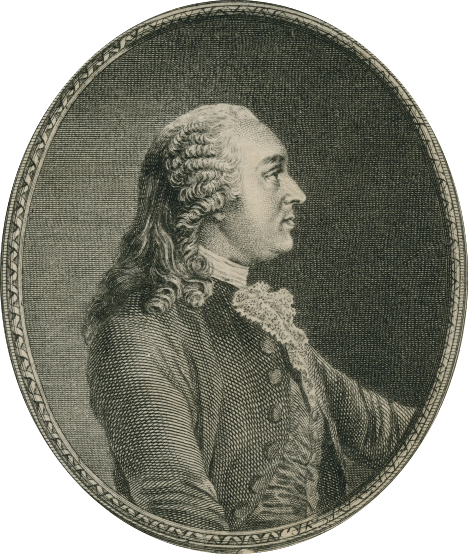
안 로베르 자크 튀르고

1768년 라부아지에는 세금 징수 조합의 일원이 되었고, 담배 생산과 판매를 관장하는 담배 위원회의 지역 감찰관이 되었다. 그의 상관은 세금 징수원, 변호사, 그리고 프랑스 동인도 회사의 감독이기도 한 자크 폴즈였다. 라부아지에는 주로 소매상인들 간의 밀수와 사기를 적발하는 역할을 받았다. 당시 담배는 많은 양이 은밀한 거래를 통해서 밀수되곤 하였으며, 소매상인들은 그들의 이익을 증대하기 위해서 밀수한 담배를 농장에서 생산된 담배와 섞은 후 재와 물을 첨가하였다. 라부아지에는 그의 지식과 기술을 이용하여 소매상인들이 판매하는 담배의 질을 분석하여 이러한 사기 행위를 적발하곤 하였다. 라부아지에는 당시 독립적인 생활이 가능할 정도로 부유해졌으며, 1771년 12월 4일 자크 폴즈의 외동딸인 마리안 피에레트 폴즈와 결혼하였다. 이후 마리안은 이후 실험기구 묘사, 결과 기록, 영어 논문 번역 등을 하면서 라부아지에를 도왔다. 라부아지에는 많은 돈을 벌어 최고의 과학 장비를 사들일 수 있었다. 1772년에 라부아지에의 아버지인 장 앙투안은 라부아지에에게 귀족의 칭호를 매수해주었다. 이는 당시 부유한 부르주아들의 관습이었다.
1774년 8월 24일 안 로베르 자크 튀르고가 루이 16세에 의해서 프랑스의 재정 총감으로 임명되었다. 그는 많은 부분에서 개혁을 시도하였고, 라부아지에가 속해있던 세금 징수 조합 역시 예외는 아니었다. 튀르고는 쓸모없는 세금을 폐지하려고 하였으나, 이러한 움직임은 세금 징수원들에게는 위협으로 받아들여졌다. 그러나 이러한 걱정은 튀르고의 자유주의정책으로 교역과 소비가 많이 늘어나 거둘 세금도 많아졌기 때문에 사라졌다. 이 와중에도 라부아지에의 영향은 점점 커져 세금 징수 조합의 관리직을 맡기도 하였으며, 소금·담배·알코올성 음료 등 파리에 드나드는 물건의 세금을 관리하는 위원회에 참가하기도 하였다.

## 활동기 (1775~1789)

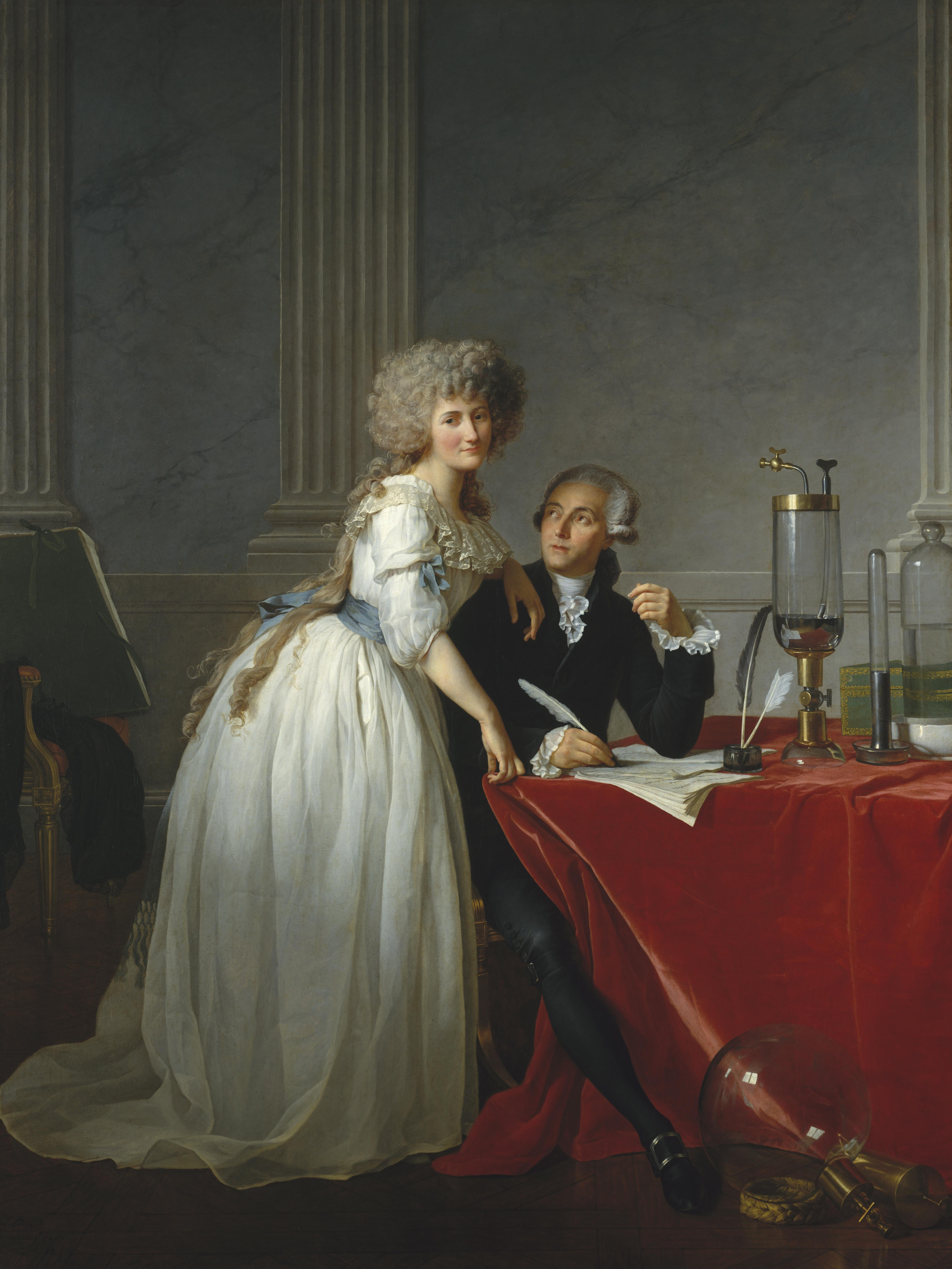
〈라부아지에와 그의 부인〉, 자크루이 다비드, 1788.

### 과학적 활동

#### 새로운 연소 이론

##### 산소 연구
1775년 5월 26일 라부아지에는 공기의 성분 중 특정 성분이 생물의 호흡과 관련되어있다는 사실을 발견하고 이를 '생명의 공기'라고 이름을 붙였다. (사실 이 공기는 산소로, 셸레와 프리스틀리에 의해서 이미 발견되어있었다.) 1777년에 제출한 논문인 Mémoire sur la combustion en général에서 라부아지에는 모든 산은 공기 내의 특정 성분에 의해서 생성된다고 주장하였고, 이를 principe oxygine이라고 명명하였다. 이는 그리스어로 '산을 생성하는 것'이라는 뜻으로, 산소의 어원이 되었다. (principe oxygine 역시 산소와 같은 물질이나 라부아지에는 처음에 이를 알지 못하였다.) 추가적인 연구를 통해서 라부아지에는 설탕과 principe oxygine이 반응하면 옥살산이 생성되는 등 여러 물질과 반응하여 산을 생성한다는 사실을 알게 되었다. 현대의 시각으로 보았을 때 이 이론은 염화 수소 등 산소를 포함하지 않은 산에 관해서는 들어맞지 않으나, 산소산을 설명하기 적합하다.
라부아지에는 이러한 자신의 발견과 이전의 연소에 관한 연구를 종합하여, '생명의 공기'는 principe oxygine과 연소 현상에 관계되는 화소(火素)로 이루어져 있다고 생각하였다. (사실, 이 세 가지 기체는 모두 산소이다.) 이러한 생각에 기초하여 그는 1777년 11월 12일에 제출된 논문을 통해서 플로지스톤설을 공격하기 시작하였다. 그는 연소를 ‘물체가 불에 타기 때문에 물체에는 플로지스톤이 존재하고, 물체가 타는 이유는 플로지스톤이 존재하기 때문이다.’라고 설명하는 플로지스톤설은 순환논법에 불과하고, 결국 플로지스톤설은 가설일 뿐이라고 비판하였다.

##### 물의 조성
1783년 6월 25일 피에르 시몽 라플라스의 협조하에 라부아지에는 수소를 연소시킬 경우 물이 생성된다는 것을 밝혔다. 그러나 이들은 정확한 물의 조성을 계산하지는 않았다. 1783년 6월 26일 조지프 프리스틀리는 왕립 학회에 플로지스톤의 정체는 수소라고 보고하였다. 그는 산화 납을 수소와 함께 가열했더니 산화 납이 납으로 환원되면서 수소가 사라졌다고 생각하였고, 이를 통해서 수소가 곧 플로지스톤이며, 이것이 산화 납과 결합하여 금속의 납이 생겨났다고 주장하였다. (사실은 수소가 산화 납의 산소와 반응하여 물이 된 것이었으나, 프리스틀리는 이를 알지 못하였다.) 1784년 1월 15일에는 헨리 캐번디시가 물의 정량적·정성적 조성을 발표하였으며, 물에서 플로지스톤을 제거할 경우 프리스틀리가 발견한 '탈 플로지스톤 공기', 즉 산소가 된다고 발표하였다. 라부아지에는 산화 납을 납으로 환원시킬 경우 물이 형성된다는 사실을 토대로 물에서 플로지스톤을 제거한 것이 산소라는 설을 반박하였다.
1785년 2월 27일부터 3월 1일에 걸쳐, 라부아지에는 물의 분석과 합성에 관한 실험을 진행하였다. 이 실험은 과학자 30명 이상의 입회하에 진행되었다. 그는 고열을 이용하여 물을 수소와 산소로 분리하는 데 성공하였으며, 반대로 수소와 산소 기체를 이용하여 물을 합성해 보이기도 하였다. 또 물을 생성하는 데 필요한 수소와 산소의 질량을 측정해 보이기도 하였다. 이를 통해서 라부아지에는 물은 원소가 아니며, 서로 다른 두 원소의 화합물, 특히 당시 플로지스톤의 정체라고 추정되던 수소가 포함되어 있다는 것을 확실히 하였다. 이러한 연구로 인해서 라부아지에는 플로지스톤설을 반증할 근거를 얻게된다.

##### 새로운 이론의 제시
이러한 실험들을 통해서 플로지스톤설에 대비되는 많은 연구 자료가 축적되어 갔으나, 여전히 많은 화학자들은 플로지스톤설을 신봉하고 있었다. 1785년에 제출한 논문인 Les Réfelxtions des le phlogistique에서 라부아지에는 플로지스톤설을 정확히 규명되어있지도 않고. 일관성도 없는 이론이라며 비판하였다. 그는 연소가 일어날 때 '생명의 공기'를 이루고 있는 principe oxygine과 화소(火素) 중 화소가 물체와 결합한다고 주장하였다. 플로지스톤설과 그의 이론의 가장 큰 차이점은 연소와 관련된 물질의 이동방향이다. 플로지스톤설에서는 연소가 일어나면서 연소에 관련된 물질이 물체에서 빠져나간다고 보았고, 라부아지에는 연소에 관련된 물질이 물체와 결합한다고 본 것이다. 현대의 연소 이론과 이를 비교해 보면, 라부아지에가 생각하였던 '생명의 공기', principe oxygine, 그리고 화소는 모두 산소이다. 그러나 연소반응에서 산소의 변화는 라부아지에가 생각했던 것과 같다.
이러한 라부아지에의 이론은 플로지스톤설을 대변하는 다른 과학자들에게서 비판받기도 하였다. 그의 이론을 비판한 대표적인 책으로는 아일랜드의 리처드 커원에 의해서 1787년 출판된 An Essay on Phlogiston and the Constitution of Acids이 있다. 커완은 이 책에서 플로지스톤의 정체는 수소이며, 불에 탈 수 있는 물체에는 수소가 포함되어있다고 주장하였다. 라부아지에와 기통 드 모르보 등 그의 주장을 지지하는 사람들은 커완의 주장에 관해서 반론을 제시하였다. 그들은 불에 탈 수 있는 물체에 플로지스톤이 존재한다는 증거가 없으며, 수소 역시 존재한다는 증거가 없다고 주장하였다. 또한, 라부아지에의 이론을 통해서 물체를 연소시킬 때 일어나는 질량의 변화를 손쉽게 설명할 수 있다고 주장하였다. 그리고 물체에 수소가 포함되어있다고 하여도 이것이 연소하기 위해서는 결국 산소가 필요하다고 지적하였다. 이러한 논쟁을 거쳐 라부아지에의 이론은 많은 과학자에 의해 받아들여졌다.
한편 라부아지에는 자신의 이론을 널리 알릴 교과서가 필요하다고 판단하여 1789년 1월 17일 《화학 원론》을 출판하였다. 이 책은 총 3부로 구성되어 있는데, 제1부에서 그는 이전까지의 그의 연구를 정리하여 공기와 물의 조성, 연소와 산에서의 산소의 역할, 열과 호흡, 발효에 관한 이론 등을 저술하였다. 제2부에서는 산, 염기 등의 목록과 화합물, 화학 원소 등의 목록을 저술하였는데, 이들은 최초의 근대적인 화학 물질 목록 중 하나로 평가받고 있다. 제3부에서는 실험에 관해서 저술하였다.

##### 평가
이러한 과정을 거쳐서 만들어진 라부아지에의 새로운 연소 이론은 단순히 플로지스톤설을 반증하였다는 것 이상의 성과를 가져왔다. 라부아지에의 연소 이론은 산소와 연관된 여러 가지 반응에 적용되었으며 호흡·발효·부패 등의 현상을 설명하는 데도 도입되었다. 또한, 새로운 이론의 도입은 수많은 새로운 산·염기·염의 발견으로 이어졌다. 수많은 화합물을 정리하기 위해서는 체계적인 방법이 필요하였으며 이는 곧 화학적 명명법 정리로 이어졌다. 이와 함께 원소의 개념 역시 확장되어 재정립되었다. 이러한 체계의 확립은 근대 화학의 기초를 이루었으며, 이를 화학 혁명이라고 칭하기도 한다.

#### 화학적 명명법
이전에는 화합물의 이름을 붙이는 데 있어서 기준이 제각각이라, 이름이 매우 혼란스러울 수밖에 없었다. 이를 해결하기 위해서 라부아지에·클로드 루이 베르톨레·루이 베르나르 기통 드 모르보·앙투안 프랑수아 푸르크루아 등이 주축이 되어 화학적 명명법을 개정하였고, 이를 1787년에 Méthode de nomenclature chimique라는 이름으로 내놓았다. 이들은 화학 물질은 환경에 따라서 변하지 않는 이름을 가지고, 이름은 그 물질의 성질을 잘 드러내며, 이름은 그리스어 또는 라틴어에 근간을 둔다는 등의 원칙에 기반을 두어 화학 물질들을 새롭게 명명하였다. 이후 마르틴 하인리히 클라프로트를 주축으로 한 독일의 화학자, 그리고 자신의 관측을 더 중시했던 헨리 캐번디시와 예전의 이론에 집착했던 조지프 프리스틀리를 제외한 대부분의 영국의 화학자도 프랑스 화학자의 움직임에 동참하였다. Méthode de nomenclature chimique은 프랑스 뿐만이 아니라, 독일·영국·스페인·이탈리아 등 유럽 각국에서 번역되어 사용되었다. 과학사 학자들은 이러한 화학적 명명법 개정은 통일된 화학적 언어를 만드는 데 도움을 주어, 화학의 발전에 기여하였다고 하여 큰 의의를 두고 있다.

#### 열 연구

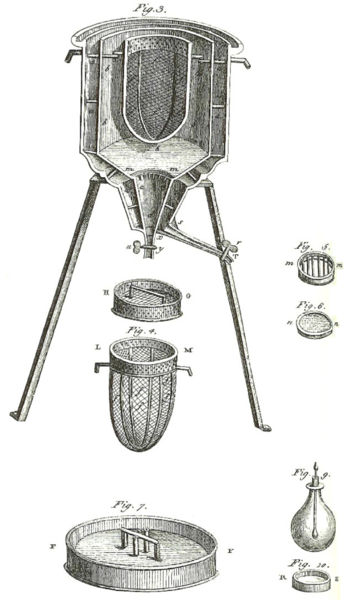
1789년 출판된 Traité Élémentaire de Chimie에 실린 얼음 열량계의 그림

라부아지에는 1782년경부터 피에르 시몽 라플라스와의 협력하에 물리학에 관한 연구도 하였다. 특히 그는 열에 관한 연구에 관심이 많았다. 라부아지에와 라플라스는 열에 따른 물질의 팽창 정도를 측정할 수 있는 기구를 고안하기도 하고, 조지프 블랙의 얼음 열량계를 개량하기도 하였다. 또한, 두 사람은 어떤 물질이 상태 변화를 일으킬 때 출입하는 열은 상태 변화를 역으로 진행할 경우 열 출입 역시 반대로 되고 그 양은 같다는 열역학의 기본 법칙을 제시하였다. 1783년에 라플라스와 함께 제출한 논문인 Mémoire sur la chaleur에서 라부아지에는 물질은 고체·액체·기체의 세 가지 상태로 존재할 수 있으며, 이는 물질 입자가 서로 어떻게 상호작용하느냐에 영향을 끼치는 열의 양에 따라 결정된다고 생각하였다. 따라서 그는 기체를 온도와 압력을 조절함으로써 액체 또는 고체로 만들 수 있다고 생각하였다.

#### 생물학 연구
라부아지에는 발효와 호흡에 관해서도 연구하였고, 이에 관련된 화학적 과정에 관해서 연구하였다. 라부아지에는 1775년 10월 13일의 실험을 통해서 밀폐된 공간에서 산소가 많이 포함되어 있을수록 동물이 더 오래 살아남을 수 있다는 사실 또한, 알게 되었다. 그는 호흡 과정에서 산소가 흡수되고 이산화 탄소가 방출된다는 사실을 알았다. 그는 1783년 6월 28일 제출한 열(熱)에 관한 논문인 〈열에 관한 보고서〉(Mémoire sur la chaleur)에서 생체 내에서 발생하는 열에 관해서도 언급하였는데, 생명체가 들이마신 산소는 일종의 느린 연소 반응을 일으킨다고 생각하였다. 그는 이러한 연소 반응이 허파에서 일어난다고 생각하였고, 발생한 열은 혈액을 통해서 몸 전체로 공급된다고 주장하였다. 실제로 체내에서 일어나는 소화는 연소 반응과 유사한 면이 있으나, 라부아지에는 반응이 일어나는 위치를 잘못 파악하였다. 반응은 허파에서 일어나지 않고 온몸에 존재하는 세포의 미토콘드리아에서 일어난다. 그러나 그는 체내에서 일어나는 생리 현상의 중요성을 인지하였고, 물질 대사를 통해서 생명체가 체온의 항상성을 유지할 수 있다는 기초적인 인식은 옳았다.

### 공직에서의 활동

#### 튀르고와 네케르

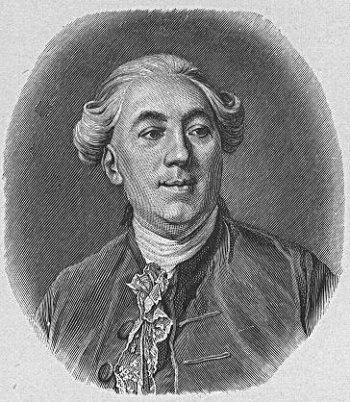
자크 네케르

세금 징수원으로서의 능력과 과학적·기술적 능력을 인정받아 1775년 3월 30일 재정 총감 안 로베르 자크 튀르고는 라부아지에를 화약국장으로 임명하였다. 그는 일꾼을 대상으로 초석과 화약에 관한 화학과 수학 지식 등을 가르치는 교육 과정을 개설하였고, 화약 제조 과정을 크게 개선하였으며, 인도로 기술자를 보내어 초석이 많이 산출되는 이유에 관한 책을 저술하도록 지시하기도 하였다. 라부아지에는 1776년 4월 바스티유 감옥 근처의 병기창으로 그의 집과 연구실을 옮겼다. 그의 집에는 큰 도서관과 거대한 실험실을 갖추고 있었으며, 화학자뿐만이 아닌 당대의 수많은 과학자가 그의 집으로 몰려들었다. 라부아지에의 아내인 마리안 라부아지에는 이곳에서 남편의 실험을 종종 돕기도 하였다. 그녀는 화학 지식을 어느 정도 갖추고 있었고 영어를 배웠기 때문에 라부아지에에게 큰 도움이 될 수 있었다.
1776년 5월 12일 루이 16세가 튀르고가 해임하고 자크 네케르를 재정 총감으로 임명한 이후에도 라부아지에는 화약국장 자리를 유지하였다. 라부아지에는 1778년 화약의 원료가 되는 초석 산지를 찾기 위해 프랑스의 여러 지역을 여행하였고 조직 체계를 좀 더 효율적으로 만드는 방법을 고안하기도 하였다. 이러한 노력으로 프랑스의 화약 제조는 크게 개선될 수 있었다. 또한, 라부아지에는 초석을 화학적으로 합성하는 방법을 찾기 위해서 많은 연구를 하였고, 그 결과 질산을 제조하는 여러 가지 방법을 알아내었으나 초석 합성에는 실패하였다. 1778년 라부아지에는 발루아 근처의 사유지를 샀다. 그는 자기 사유지에서 과학적 접근법을 통한 새로운 경작 제도를 시도하였고, 이는 농작물의 생산을 크게 증대시킬 수 있었다. 이 기간에 라부아지에의 재정 관리 능력은 크게 발전하였다. 또한, 라부아지에는 공중위생에 관심을 가져 센강의 수질에 관한 연구나 음식의 보존에 관한 연구도 진행하였다. 네케르는 종종 대중의 의견에 관심을 보였는데, 이러한 행위는 왕의 위엄에 해를 끼친다고 주장하는 사람들이 있었다. 루이 16세는 이들의 의견을 받아들여 1781년 5월 19일 네케르를 해임하였다.

#### 고위공직자 생활
1784년 라부아지에는 독일의 의사인 프란츠 안톤 메스머의 치료 요법을 검증하는 데 일조하였다. 메스머는 자력을 이용하여 사람의 병을 치료할 수 있다고 주장하였고, 라부아지에는 벤저민 프랭클린 등 여러 과학자와 함께 메스머의 치료 요법에는 과학적인 근거가 없다고 선언하였다. 1785년 라부아지에는 프랑스 과학 아카데미의 이사가 되었고, 이는 그의 공직 생활에 새로운 장을 열었다. 이때부터 그는 정치적·경제적·사회적으로 중요한 사안에 관해서 큰 영향력을 행사할 수 있었다. 그는 아카데미를 좀 더 효율적으로 운영하기 위해서 아카데미의 조직을 개편하였다. 1787년에는 1778년에 라부아지에가 담배와 술 등의 밀수를 막기 위해서 제안한, 파리를 벽으로 둘러싸는 방안이 실행되었다. 이로 인해서 라부아지에는 대중으로부터 비난을 받기도 하였다.
1785년 6월 7일 라부아지에는 네케르의 후임인 샤를 알렉상드르 드 칼론의 요청으로 다양한 작물을 재배하는 방법을 담은 기사를 《프랑스 신보》(Gazette de France)를 출판하였다. 칼론은 이에 만족하였고, 라부아지에를 신설된 농업 위원회의 위원으로 임명하였다. 농업 위원회의 위원이 된 후 그는 농업에 관련된 책을 저술하기도 하고, 농업의 여러 가지 측면에서 변화를 시도하였다. 그는 루타바가 경작을 장려하기 위해서 농부에게 씨를 분배해 주고 경작 방법을 가르쳤으며, 농부에게 낮은 이자로 돈을 융자해줄 은행의 설립을 제안하기도 하였다. 그러나 농업 위원회는 파리 농업학회와 주도권 싸움을 벌이기도 하였으며, 각 지역의 농업학회는 농업 위원회의 방침이나 조사를 거부하기도 하였다. 결국, 1787년 위원회장이 교체되고 4월 9일에는 칼론이 재정 총감에서 물러나자 라부아지에는 근대적인 경작 제도를 도입하고자 했던 그의 계획을 포기해야 했다. 그러나 라부아지에는 이러한 어려움에도 불구하고 자신의 경작 제도를 실험할 시험 농장을 설립하기도 하였다.
1787년 라부아지에는 오를레앙 주(州) 의회에 참여하게 되었다. 그는 파리와 오를레앙을 오가며 여러 활동을 하였다. 그는 주 의회의 하위 기관인 공공복지 및 농업 위원회에 활발히 활동하였다. 당시 프랑스에서는 벵티엠(프랑스어: vingtième)이라는 소득세를 거두고 있었는데, 이 세금에 관해서는 귀족은 해당 사항이 없었다. 라부아지에는 귀족도 벵티엠의 과세 대상이 되는, 새로운 토지세로 변경하는 작업에 참여하였다. 또한, 그는 부역을 하위 계층을 대상으로 부과되는 인두세인 타유(프랑스어: taille)의 일부로 변경하는 것에 관해서, 이 역시도 모든 사람이 타유의 과세 대상이 되어야 한다고 주장하였으나, 귀족 계급의 반발에 부딪혀 이를 이루지는 못하였다. 라부아지에는 복지 사안에 관심을 가져 과부 등의 사회적 약자를 돕기 위한 기금 조성을 계획하기도 하였으나 실현되지는 못하였다. 그는 정체되어 있던 프랑스의 농경 상황을 개선하기 위해서 많이 노력하였으며, 이외에도 산업 발전 등 많은 분야에서 활발히 활동하였다.

#### 혁명 직전
1788년 4월 16일 라부아지에는 할인 은행(프랑스어: Caisse d'Escompte)의 이사(理事)가 되었다. 1776년에 튀르고가 설립한 이 은행은 금화와 은화를 만드는 배타적인 특권을 가지고 있었고, 지폐를 발행하는 것 역시 주 업무였다. 당시 프랑스의 재정 상황은 심각하게 악화된 상태였고, 자크 네케르가 복직한 8월 말에는 국가 재정이 거의 바닥을 드러낸 상태였다. 네케르는 할인 은행에 지원을 요청하였고, 이사들은 이를 승낙하였다. 라부아지에도 또한, 재정 상황을 해결하기 위해 은행을 국영화하는 것에 많은 노력을 기울였으며, 의회의 협조를 구하기 위해서 분주하게 일했지만, 이는 그다지 성공적이지 못하였다. 여전히 국가의 재정은 심각하게 악화해 갔으며, 의회는 은행이 지나치게 큰 힘을 가지는 것을 두려워하여 국영화에 비협조적이었고, 이와 함께 프랑스의 경제 역시 심하게 악화해 갔다.
라부아지에는 이 기간에 정치에도 관여했다. 1788년 여름, 라부아지에는 네케르에게 보내는 논문을 통해서 삼부회를 개최할 때 그 대표를 어떻게 선출해야 하는지에 관한 의견을 제시하기도 하였다. 라부아지에는 지역에서부터 전국에 걸친 4단계의 회의를 개설하여, 각각의 회의에서 상위 회의로 대표를 파견하는 것을 제안했다.

## 혁명 정국 (1789~1794)

### 활동
1789년 7월에 라부아지에의 경력은 최고에 달했다. 그는 학문과 공직 양쪽 모두에서 상당한 영향력을 발휘하였다. 그러나 프랑스 혁명으로 말미암아 그의 활동은 조금씩 제한받기 시작하였다. 프랑스 혁명이 시작될 당시 라부아지에는 이를 수습하기 위해서 노력하였다. 8월 6일에 그는 코뮌의 대표자로서 화난 시민을 진정시키기 위해서 생루이에 있는 화약고를 찾기도 하였다. 그런데도 프랑스 혁명은 점점 진행되어 갔다.
1790년 5월 8일 국회는 프랑스 과학 아카데미에 도량형 통일안 제작을 의뢰하였다. 비록 국제적인 협조를 얻는 데에는 실패하였지만, 라부아지에를 비롯한 수많은 과학자가 이 작업에 참여하였다. 라부아지에는 비서와 회계 업무를 담당하였고, 헌법제정국민의회에 일의 진행을 보고하는 일 역시 그가 맡았다. 1793년 1월에는 질량의 단위를 정하는 일을 진행하기도 하였다. 그 밖에도 라부아지에는 많이 활약하여 1791년 12월에는 프랑스 과학 아카데미의 재무 담당관이 되었고, 1792년 1월에는 헌법제정국민의회에서 조직한 기술 및 교역 고문 위원회에 참석하였으며, 리세 기술학교(Lycèe des Arts)의 경영에 참여하기도 하였다. 한편, 1791년 3월 20일 헌법제정국민의회는 라부아지에가 오랜 세월에 걸쳐 봉직해온 세금 징수 조합을 해체하였으며, 그 대신 국가에서 관장하는 징세 기관이 도입되었다. 라부아지에는 기관의 장으로 고려되기도 하였으나, 결국 선정되지 못하였다.

### 생물학 연구

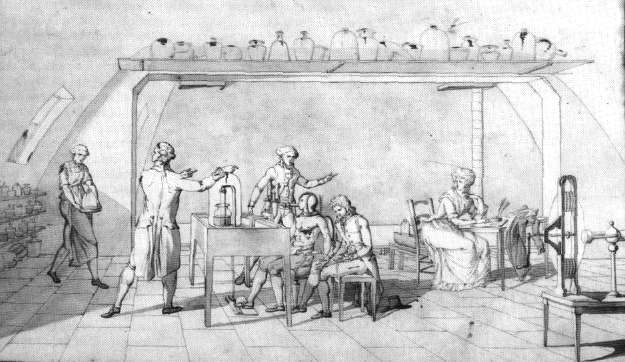
호흡에 관한 실험 장면. 마리안 폴즈 라부아지에 그림.

1790년 말, 라부아지에는 모든 정치적인 활동을 중지하고, 의회의 재정 고문의 자리만 유지하기로 하였다. 이와 동시에 그는 과학 연구를 재개하였다. 그는 호흡에 관한 연구를 계속하여 호흡은 혈액을 식히기 위한 것이라는 생각을 버리고, 그 대신 호흡은 탄소와 수소를 연소시키는 과정이라고 주장하였다. 또한, 그는 발한 작용에 관한 연구를 진행하기도 하여, 열이 호흡때문에 발생하면 발생한 열을 땀의 증발을 통해서 방출한다고 주장하였고, 상당한 양의 수분이 호흡을 통해서도 빠져나간다는 사실을 알았다. 또한, 발한 과정에서 잃어버리는 물의 양 측정을 시도하기도 하였다. 라부아지에는 양분에 관해서도 관심을 가졌고, 1792년에는 동물의 유기 합성에 양분이 사용되는 과정에 관한 연구에 상금을 걸기도 하였다.

### 사형
라부아지에는 혁명 중에도 여러 방면으로 활동하였으나, 그의 입지는 점점 위협받게 되었다. 1792년 8월 15일 그는 화약국장에서 물러나면서 병기창에 있는 자신의 집과 연구소도 옮겨야 했다. 게다가 1793년 8월 8일 프랑스 과학 아카데미를 비롯한 수많은 아카데미가 문을 닫았다. 라부아지에는 이를 막기 위해서 여러 가지 대안을 내놓았지만 소용이 없었다. 1793년 9월, 세금 징수 조합의 청산이 빠르게 진행되기를 원했던 국민 공회는 전직 세금 징수 조합의 관리인이었던 앙투안 뒤팽에게 전직 세금 징수원들의 처리를 맡겼다. 1793년 11월 24일, 국민 공회의 의원인 프랑수아 루이 부르동은 전직 세금 징수원의 체포를 발의하였고, 이는 국민 공회를 통과하였다. 라부아지에는 11월 28일 그의 장인인 자크 폴즈와 함께 감옥에 수감되었다.
1794년 5월 2일, 뒤팽이 제안한 전직 세금 징수원에 관한 처분안이 혁명법원으로 넘겨졌으며, 라부아지에는 사형의 위기에 처하게 되었다. 5월 5일 뒤팽의 전직 세금 징수원에 관한 보고서가 제출되었으며, 결국 5월 8일 기소된 32명 중 라부아지에를 포함한 28명이 유죄로 결론지어져 사형을 선고받았다. 그날 저녁 라부아지에는 자크 폴즈와 함께 혁명 광장(현 콩코르드 광장)의 단두대에서 참수되었다. 그의 시신은 장례식도 치르지 못한 채 공동묘지에 버려졌다.
| “ | 이 머리를 베어 버리기에는 일순간으로 충분하지만, 프랑스에서 같은 두뇌를 만들려면 100년도 넘게 걸릴 것이다. (“Cela leur a pris seulement un instant pour lui couper la tête, mais la France pourrait ne pas en produire une autre pareille en un siècle.) | ” |
|   | — 수학자 조제프루이 라그랑주의 논평 |   |

## 사후

### 마리안 라부아지에
라부아지에의 사형 직후, 집행관이 라부아지에의 집과 연구실의 모든 책, 기자재 등의 목록을 작성해 갔고, 5월 30일 이를 몰수하였다. 거의 모든 라부아지에의 재산이 몰수된 상황에서 라부아지에의 부인인 마리안 라부아지에 역시 체포될 위기에 처했으나, 그녀는 피신하지 않고 집을 지켰다. 결국 6월 14일 그녀는 체포되어 감옥으로 압송되었으나 남편과는 달리 사형은 면하고 8월 17일에 풀려났다. 12월 10일, 전직 세금 징수원의 사형 이후 매우 어렵게 살아가는 유족의 이야기가 담긴 Le cri dis familles가 출판되자 사형을 주도한 앙투안 뒤팽은 많은 비판을 받게 되었다. 1795년 마리안 라부아지에를 포함한 몇몇 유족이 뒤팽에게 전직 세무 징수원을 살해한 혐의로 기소하였으며, 그 결과 1796년 4월 그녀는 공식적으로 라부아지에의 유품을 돌려받을 수 있었다. 1805년 마리안은 럼포드 백작 벤저민 톰프슨과 재혼하였고, 1836년 2월 10일 사망하였다.

### 재평가
라부아지에가 처형된 지 얼마 지나지 않아, 그에 대한 처형이 완전히 그릇되었다는 여론이 일기 시작하였다. 천문학자 제롬 랄랑드는 1795년 초, 그를 긍정적으로 평가한 책을 쓰기도 하였다. 같은 해 10월 22일, 라부아지에에 관한 장례식이 치러졌다. 과학자들은 라부아지에의 화학에 관한 업적을 기술한 논문을 발표하기도 하였다. 1796년 8월 2일 두 번째 장례식이 치러졌고 이는 매우 성대하게 이루어졌다. 3,000명이 장례식에 참여하였으며, 라부아지에에 관한 수많은 찬사와 애도가 쏟아졌다. 그러나 마리안 라부아지에는 라부아지에의 사후 그의 죽음을 막지 못한 그의 제자들과 친구들과의 관계를 단절하였으며, 따라서 이러한 의식에 참여하지 않았다.

### 듀폰
라부아지에의 조수였던 엘뢰테르 이레네 뒤퐁은 프랑스 혁명을 피해 미국에 이민하여 듀폰사를 설립했다.

## 같이 보기
- 칼 빌헬름 셸레
- 자크루이 다비드
- 산소
- 플로지스톤설

## 참고 문헌
- ed. by Cambridge University Press, Encyclopaedia Britannica: a dictionary of arts, sciences, literature and general information, 11th edition, London: Cambridge University Press, 1910~1911.
- Donovan, A., Antoine Lavoisier: science, administration, and revolution, Cambridge; New York: Cambridge University Press, 1996, ISBN 0-521-56218-X.
- ed. by Encyclopaedia Britannica, inc., The New Encyclopaedia britannica, 15th edition, Chicago: Encyclopaedia britannica, 2007, ISBN 978-1-59339-292-5.
- Poirier, J. P., Lavoisier, chemist, biologist, economist, trans. by Balinski, R., Philadelphia: University of Pennsylvania Press, 1996, ISBN 0-8122-3365-4.
- 유지영, 〈프리스틀리와 라봐지에〉, 《한국과학사학회지》, 서울: 한국과학사학회, Vol.12 No.1, 1990.
- 조정미, 〈산소는 누가 발견하였는가〉, 《基礎科學硏究誌》, Vol.15, 서울: 성신여자대학교 기초과학연구소, 1996.